# Atlansia
Atlansia (jap. アトランシア有限会社, Atoranshia Yūgen-gaisha, vergleichbar einer deutschen GmbH) ist ein japanischer Musikinstrumentenbauer und bekannt für seine ausgefallenen Designs bei E-Bässen. Der Sitz des Unternehmens befindet sich in Matsumoto, Präfektur Nagano.
Der Firmeninhaber Nobuaki Hayashi war einst Chefdesigner von Matsumoku und entwarf dort die „Aria Pro II“-Serie. In seinem Unternehmen in Matsumoto im japanischen Zentrum des Gitarrenbaus ist er Zulieferer des größten japanischen Gitarrenherstellers Fujigen und fertigt z. B. Hälse für in Japan gefertigte Fender-Gitarren.